# انتشارات جاویدان
انتشارات جاویدان یکی از زیر مجموعه‌های شرکت بازرگانی جاویدان می‌باشد که در سال ۱۳۰۰ توسط آقای محمدحسن علمی تاسیس گردید و از قدیمی‌ترین ناشران کتاب در ایران می‌باشد. نام این انتشاراتی در ابتدا، انتشارات علمی بوده‌است. مدیران این مؤسسه فرهنگی، برادران محمود، ابوالقاسم و محمد علمی بودند که محمود و ابوالقاسم در قیدحیات نیستند و در حال حاضر محمد علمی عهده دار این مسئولیت است. طی سال‌ها فعالیت فرهنگی بالغ بر هزار عنوان کتاب توسط این انتشارات به چاپ رسیده که عنوان بسیاری از آنها در فهرست پرفروش‌ترین کتاب‌های تاریخ نشر ایران قرار دارد. از جملهٔ این کتاب‌ها می‌توان به خداوند الموت، امام حسین و ایران، مغز متفکر جهان شیعه، ملاصدرا، تاریخ سیاسی اسلام، نهج الفصاحه، شرح گلستان، شرح بوستان، از سیدضیاء تا بختیار، سردار جنگل، گلپونه‌ها، سری کتاب‌های صادق هدایت و معروف‌ترین آن‌ها بوف کور، سری کتاب‌های صادق چوبک و همچنین کتاب‌های بزرگ علوی اشاره نمود.